# El elefante Célebes
El elefante Célebes (o abreviado, Célebes) es una pintura de 1921 del dadaísta y surrealista alemán Max Ernst. Se encuentra entre las primeras obras surrealistas más famosas de Ernst y es "sin duda la primera obra maestra de la pintura surrealista en la tradición de De Chirico". Combina la vívida atmósfera onírica del surrealismo con los aspectos del collage del dadaísmo.

## Descripción e influencia
Giorgio de Chirico fue una clara inspiración para los primeros surrealistas, y la paleta y la construcción espacial de Célebes muestran su influencia. La pintura también intenta aplicar los efectos de collage del Dadá para simular diferentes materiales. La representación realista que hace Ernst de los elementos constituyentes produce un efecto alucinatorio que asoció con el collage y que intentaba conseguir en este cuadro. Respecto al arte del collage, Ernst dijo: "Es la explotación sistemática del encuentro coincidente o provocado artificialmente de dos o más realidades no relacionadas en un plano aparentemente inadecuado y la chispa de poesía creada por la proximidad de estas realidades".
El foco central de la pintura es un inquietante elefante mecánico gigante. Es redondo y de él sobresale una manguera a modo de trompa. El cuerpo redondo con dos patas cortas de la figura fue modelado a partir de una fotografía de una revista antropológica de un granero de arcilla propio de una cultura del sur de Sudán, los Konkombwa. Célebes sugiere así una "escultura ritual y totémica de origen africano", como lo evidencia el poste en forma de tótem fálico a la derecha y los cuernos de toro de la pequeña cabeza de la figura. La pintura combina de manera única imágenes encontradas y elementos visuales no occidentales. 
La criatura de Ernst tiene saliendo de un agujero arriba una trompa o cuello metálico con volante y una cabeza y una cola (o los colmillos que asoman de otra cabeza) con cuernos. Los ojos parecen ciegos y tiene encima una estructura de colores brillantes en la que se ve un ojo. El horizonte bajo enfatiza la mole de la criatura, y el gesto del maniquí femenino sin cabeza delante abajo en primer plano presenta la gran figura al espectador. El maniquí lleva un guante quirúrgico, un símbolo surrealista común. Esta figura desnuda puede tener una connotación mitológica, sugiriendo el secuestro de Europa por Zeus disfrazado de toro. El cielo casi vacío contiene más incongruencias: a la izquierda hay dos peces "volando" (un escritor considera que la escena está bajo el agua). La forma negra a la derecha del pez parece un avión que se aproxima y hay un rastro de humo en la parte derecha del cielo. Estas pueden ser alusiones al "terror mecánico de la experiencia de la guerra" que llevó a Ernst a escribir: "El 1 de agosto de 1914 murió Max Ernst. Resucitó el 11 de noviembre de 1918 como un joven que aspiraba a encontrar los mitos de su tiempo."  La obra, pues, parece representar el mito de la destrucción. 
"Célebes" es el nombre occidental de Sulawesi, una de las islas de la Gran Sonda indonesia. Ernst le dijo a Roland Penrose que el título Célebes procedía de las palabras iniciales de una rima con connotaciones sexuales que escuchó en su época de colegial.

## Historia
El título original de la pintura es Célebes, según las inscripciones en el anverso y el reverso del lienzo. Ernst la pintó en Colonia en 1921. El poeta y surrealista francés Paul Éluard visitó a Ernst ese año, compró el cuadro y se lo llevó de regreso a París. Éluard compraría otras pinturas de Ernst, y Ernst pintó murales para la casa de Éluard en Eaubonne. Permaneció en la colección de Éluard hasta 1938 y luego fue adquirido por el artista inglés Roland Penrose. Ha estado en la colección de la galería Tate de Londres desde 1975 y se exhibe en la Tate Modern. El dinero de la venta de la pintura por parte de Penrose se utilizó para establecer el Elephant Trust, que otorga subvenciones y continúa administrando becas a artistas y pequeñas organizaciones artísticas en el Reino Unido. La parte posterior del lienzo está decorada con algunos garabatos que aparentemente no tienen relación con el tema del frente del lienzo, incluidas dos figuras sosteniendo palos de golf junto a la palabra "GOLF".